# Adrián Faúndez
Adrián Alonso Faúndez Cabrera (Temuco, 5 de agosto de 1989) é um futebolista chileno que joga como atacante por empréstimo no Salgueiro Atlético Clube, mas pertence a Universidad de Chile.

## Carreira
Formado na Universidad de Chile, Faúndez estreou em um amistoso da Universidad de Chile contra Puerto Montt. Em 2010, foi emprestado ao Cobresal. Para a temporada de 2011, foi emprestado ao Ñublense. Já na temporada de 2012, voltou ao Cobresal novamente por empréstimo e em 2013 jogará no Brasil no Salgueiro Atlético Clube.

## Estatísticas
Até 26 de fevereiro de 2012.

### Clubes
| Clube                | Temporada         | Campeonato nacional | Campeonato nacional | Copa nacional[a] | Copa nacional[a] | Competições continentais[b] | Competições continentais[b] | Outros torneios[c] | Outros torneios[c] | Total | Total |
| Clube                | Temporada         | Jogos               | Gols                | Jogos            | Gols             | Jogos                       | Gols                        | Jogos              | Gols               | Jogos | Gols  |
| -------------------- | ----------------- | ------------------- | ------------------- | ---------------- | ---------------- | --------------------------- | --------------------------- | ------------------ | ------------------ | ----- | ----- |
| Universidad de Chile | 2008              | 0                   | 0                   | 0                | 0                | —                           | —                           | —                  | —                  | 0     | 0     |
| Universidad de Chile | 2009              | 0                   | 0                   | 0                | 0                | 0                           | 0                           | —                  | —                  | 0     | 0     |
| Universidad de Chile | Total             | 0                   | 0                   | 0                | 0                | 0                           | 0                           | —                  | —                  | 0     | 0     |
| Cobresal             | 2010              | 21                  | 5                   | 0                | 0                | —                           | —                           | —                  | —                  | 21    | 5     |
| Cobresal             | Total             | 21                  | 5                   | 0                | 0                | —                           | —                           | —                  | —                  | 21    | 5     |
| Ñublense             | 2011              | 10                  | 0                   | 0                | 0                | —                           | —                           | —                  | —                  | 10    | 0     |
| Ñublense             | Total             | 10                  | 0                   | 0                | 0                | —                           | —                           | —                  | —                  | 10    | 0     |
| Cobresal             | 2012              | 0                   | 0                   | 0                | 0                | —                           | —                           | —                  | —                  | 0     | 0     |
| Cobresal             | Total             | 0                   | 0                   | 0                | 0                | —                           | —                           | —                  | —                  | 0     | 0     |
| Total na carreira    | Total na carreira | 31                  | 5                   | 0                | 0                | 0                           | 0                           | 0                  | 0                  | 31    | 5     |

- a. ^ Jogos da Copa Chile
- b. ^ Jogos da Copa Libertadores e Copa Sul-Americana
- c. ^ Jogos do Jogo amistoso

## Títulos
Universidad de Chile
- Campeonato Chileno (Torneo Apertura): 2009